# Capitophorus elaeagni
Capitophorus elaeagni är en insektsart som först beskrevs av Del Guercio 1894.  Capitophorus elaeagni ingår i släktet Capitophorus och familjen långrörsbladlöss. Arten är reproducerande i Sverige. Inga underarter finns listade i Catalogue of Life.